# René Eschassériaux
Pour les articles homonymes, voir Eschassériaux.
René Eschassériaux, né le 27 juillet 1754 à Corme-Royal et mort le 16 novembre 1831 à Thénac, est un homme politique français.
Il est le frère cadet de Joseph Eschassériaux.

## Biographie

### Le médecin
Issu d'une vieille famille d'échevins autrefois protestante, René Eschassériaux effectue des études de médecine et reçoit 1775 le titre de docteur en médecine à l'Université de Montpellier.

### Début de carrière politique
Avec son frère, il se rallie aux idées révolutionnaires et devient en 1790 administrateur puis membre du directoire du nouveau district de Saintes. En 1791, il est élu député suppléant de la Charente-Inférieure à l'Assemblée nationale législative, mais n'est pas appelé à siéger. 

### Un conventionnel modéré
Le 8 septembre 1792, Eschassériaux cadet est réélu premier suppléant à la Convention nationale, avec 433 voix sur 527 votants, tandis que son aîné est élu député. Mais cette-fois ci, il est appelé à siéger à Paris après la démission du girondin Gustave Dechézeaux, qui finit quelques mois plus tard sur l'échafaud. Il fait son apparition à la Convention en septembre 1793 et, contrairement à son frère, ne va pas s'asseoir sur les bancs de la Montagne et préfère se fondre dans la masse des centristes. En revanche, les deux frères se spécialisent dans le travail de rapporteur. 
Après le 9 thermidor, Eschassériaux défend les victimes de la Terreur, notamment certains émigrés et leurs parents. De plus il soutient les récriminations des enfants de l'ancien maire de Strasbourg Dietrich, mort guillotiné. Le 6 octobre 1794, il est élu secrétaire de la Convention sous la présidence de Cambacérès.

### Sous le Directoire
En 1795, la Charente-Inférieure le réélit au Conseil des Cinq-Cents tandis que le Bas-Rhin le choisit comme suppléant. Il est également secrétaire de cette assemblée tandis que le comité de législation le charge de l'archivage de ses documents. Réélu en 1798, il présente un rapport remarqué sur la reconstitution des haras, mais dont les principes ne seront pas appliqués avant 1806.

### Un notable de l'Empire
Favorable au 18 brumaire, il est choisi par le Sénat conservateur pour siéger au Corps législatif tandis que son frère est envoyé au Tribunat.
Eschassériaux quitte son mandat le 28 mai 1803, puis est nommé conseiller général de la Charente-Inférieure. De 1805 à 1810 il est membre du conseil de la préfecture du département à Saintes. Il est par la suite conseiller municipal de cette ville, puis en devient maire en 1812.
Il garde son poste au moment de la Première restauration, puis est élu à la Chambre des Cent-Jours le 12 mai 1815, avec 53 voix sur 95 votants. Il ne se fait pas remarquer au cours de ce mandat, puis doit abandonner la mairie de Saintes avec le second retour des Bourbons. Son frère est quant à lui exilé en tant que régicide.

### L'opposant à la Restauration
En 1820, Eschassériaux redevient conseiller municipal de Saintes, puis parvient à être élu député de la Charente-Inférieure avec 173 voix sur 311 votants, représentant l'arrondissement de Saintes. Il siège pendant quatre ans au centre-gauche avec les monarchistes constitutionnels. Mais il est largement battu aux élections de 1824 contre le candidat ultra-royaliste Boscal de Réals, son successeur à la mairie de Saintes. 
Lors des élections du 24 novembre 1827, il prend sa revanche et reprend sa place à la gauche de la Chambre des députés. Défendant ses convictions libérales, il se fait remarquer par son opposition au ministère de Polignac. Le 23 juin 1830 il est réélu pour la neuvième fois en quarante ans et soutient le mois suivant la Révolution des Trois Glorieuses.

### La monarchie de Juillet
Rallié à Louis-Philippe Ier, Eschassériaux est récompensé par la nouvelle monarchie de Juillet en recevant la croix de la Légion d'honneur le 15 avril 1831. Quelques mois plus tard, il doit renoncer à se représenter aux élections de juillet 1831 pour cause de maladie et laisse son siège à son neveu Camille Eschassériaux.
Il décède peu après dans sa propriété des Arènes à Thénac, à l'âge de 77 ans.

## Source
- « René Eschassériaux », dans Adolphe Robert et Gaston Cougny, Dictionnaire des parlementaires français, Edgar Bourloton, 1889-1891 [détail de l’édition]